# Quatre gentilshommes
L'expression les Quatre gentilshommes, aussi appelés Quatre nobles plantes ou Quatre gentlemen (chinois : 花中四君子 ; pinyin : Huā zhōng sìjūnzǐ) correspond dans l'art chinois aux plantes suivantes : l'orchidée, le bambou, le chrysanthème et le prunier. L'expression compare les quatre plantes au junzi ou homme de bien du confucianisme. Elles sont le plus souvent représentées dans des lavis et appartiennent à la catégorie des peintures de fleurs et d'oiseaux. C'est un thème favori des lettrés qui identifie les vertus confucéennes telles l’intégrité, la fidélité et la persévérance à ces quatre fleurs.

## Galerie

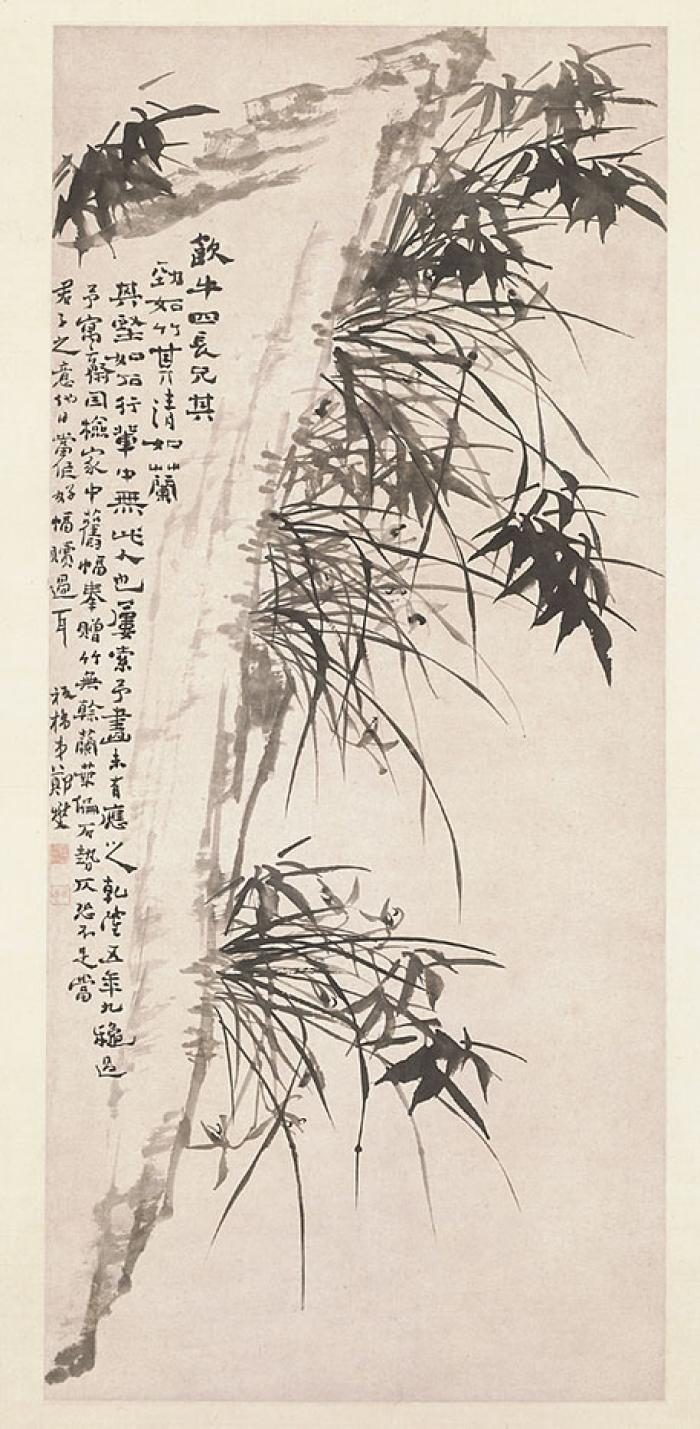
Orchidées et bambou, par Zheng Xie, vers 1740
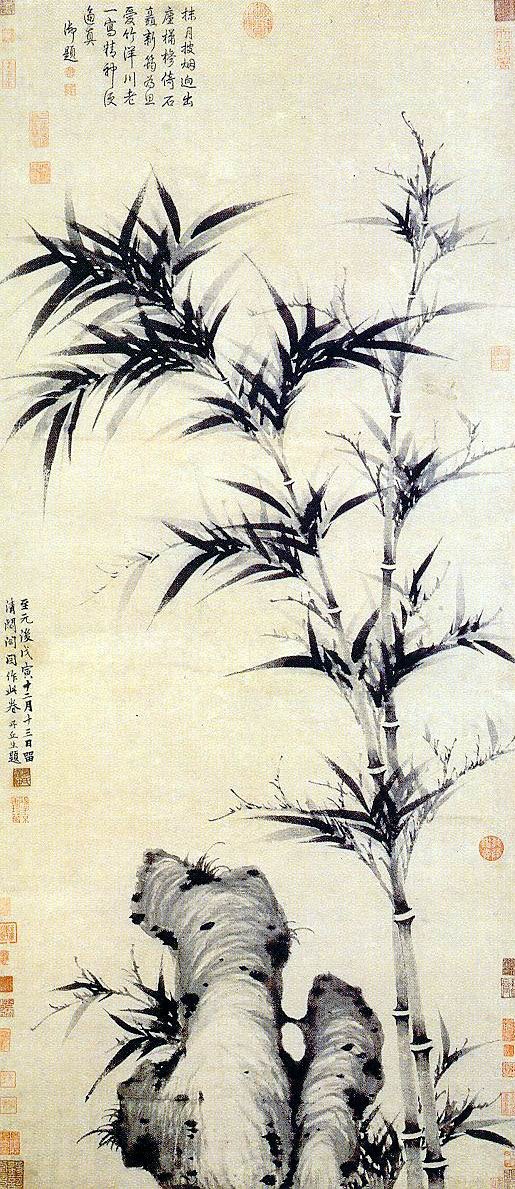
Bambou au pavillon Qingbige, par Ke Jiusi, vers 1338
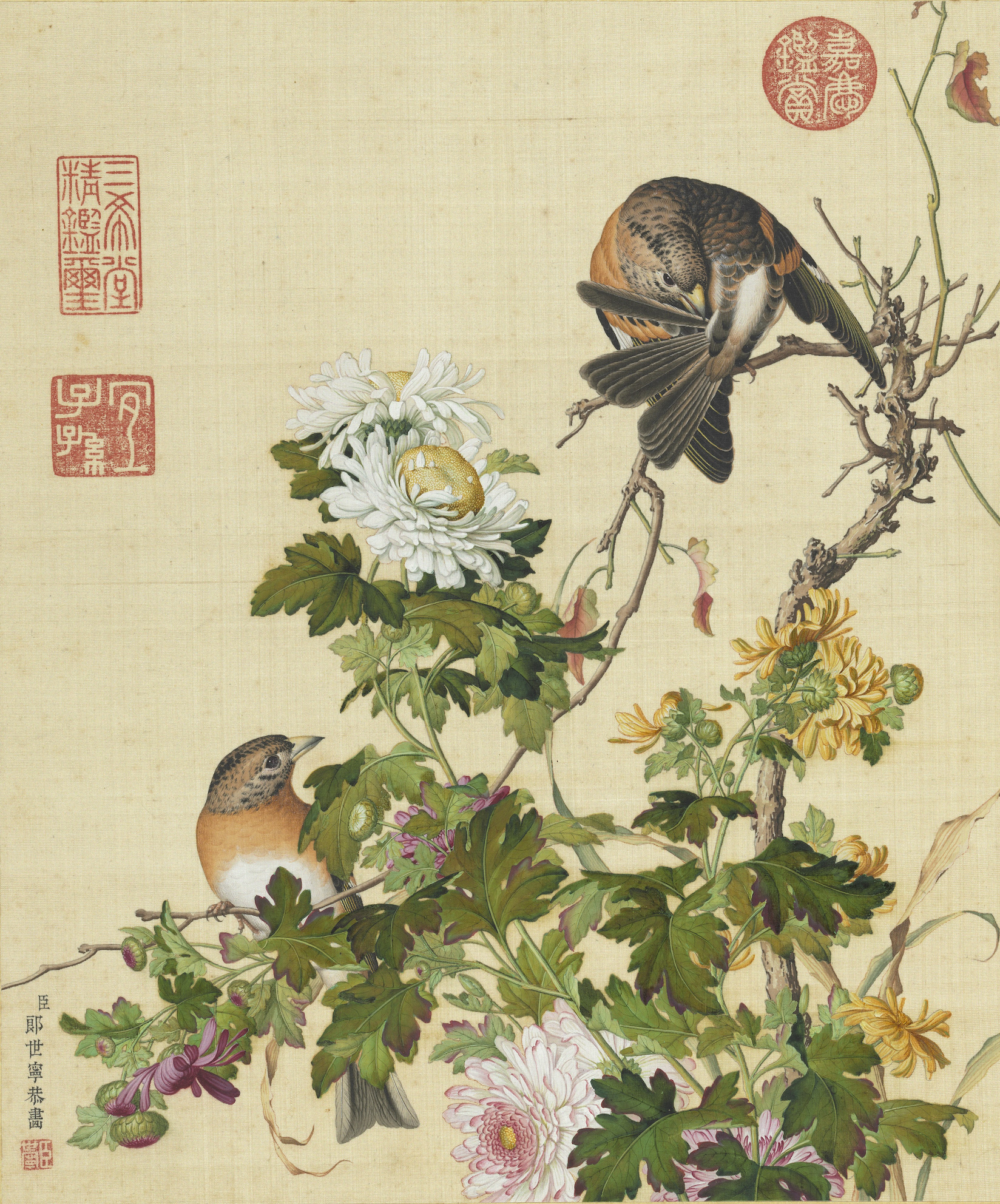
Chrysanthèmes, par Giuseppe Castiglione (1688-1766)
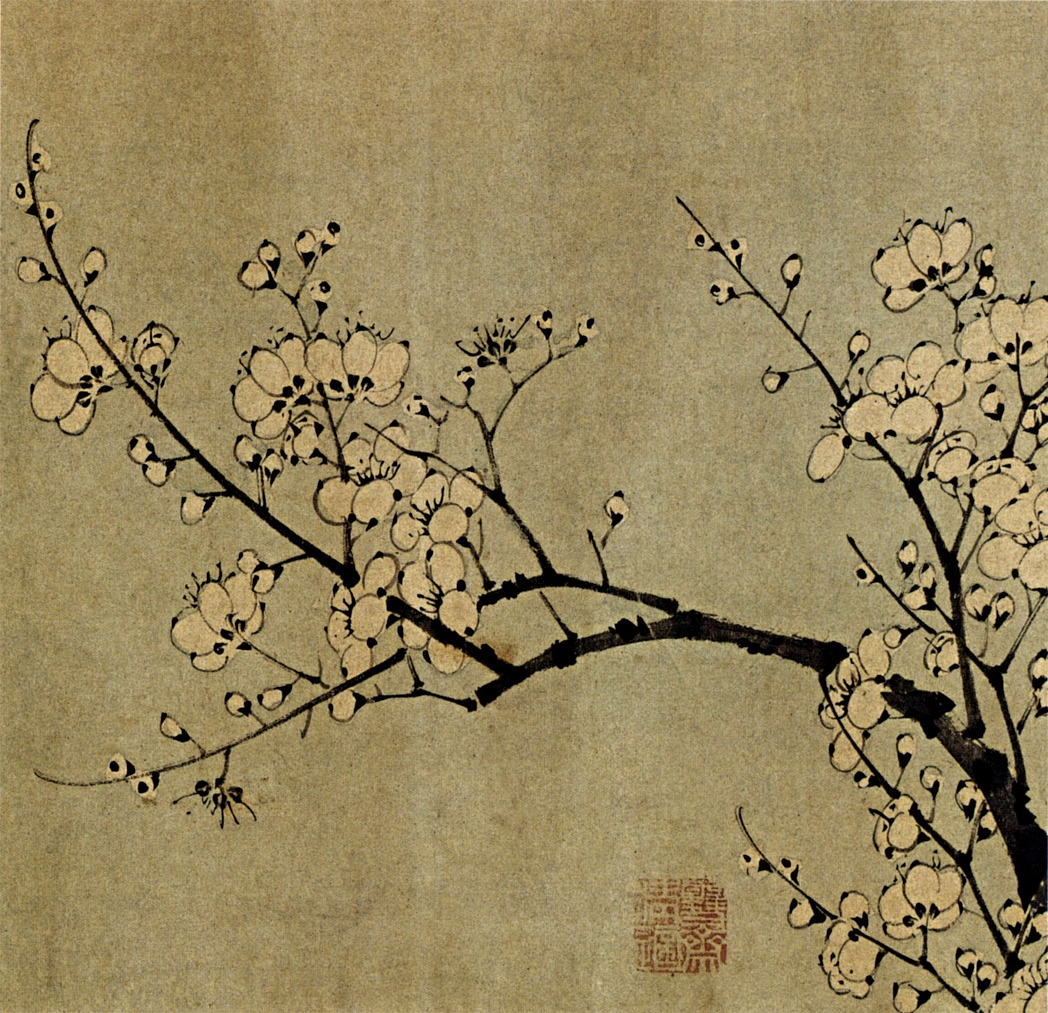
Prunus, par Sun Long et Chen Lu, dynastie Ming (1368–1644)